# راکپورت (ایندیانا)
راکپورت، ایندیانا (به انگلیسی: Rockport, Indiana) یک شهر در ایالات متحده آمریکا با جمعیت ۲٬۲۷۰ نفر است که در ایندیانا واقع شده‌است.

## موقعیت جغرافیایی
موقعیت جغرافیایی شهرها و مناطق اطراف به شرح زیر است: